# 23 August
23 August è un comune della Romania di 5 327 abitanti, ubicato nel distretto di Costanza, nella regione storica della Dobrugia.
Il comune è formato dall'unione di tre villaggi: 23 August, Dulcești, Moșneni.
Il nome del comune richiama la data del colpo di Stato in Romania del 1944, guidato da re Michele I di Romania contro il governo filo-nazista del generale Ion Antonescu.

## Geografia fisica
Comune situato nella parte meridionale del distretto di Costanza, ai confini con la Bulgaria sul livello del mare.

## Economia
Di scarsa rilevanza la presenza di attività commerciali nella città.
La maggior parte della popolazione lavora nel campo agricolo (6534 ettari) e nei cantieri navali di Mangalia.
Discreto anche il numero degli occupati stagionali nelle stazioni balneari del Mar Nero.